# Kalosha
Kalosha es un género de foraminífero bentónico de la familia Spiroloculinidae, de la superfamilia Milioloidea, del suborden Miliolina y del orden Miliolida. Su especie tipo es Kalosha oceanica. Su rango cronoestratigráfico abarca el Plioceno inferior.

## Clasificación
Kalosha incluye a las siguientes especies:
- Kalosha aluta †
- Kalosha oceanica †